# Olaf Bjorkman
Olof (Olaf) Gustaf Bjorkman, född 15 juli 1886 i Stockholm, död 24 februari 1946 i New York, var en svensk-amerikansk skulptör.
Bjorkman var son till läkaren Johan Per Gustaf Björkman och Augusta Catharina Jungmarker.
På inrådan av Carl Eldh reste Bjorkman till Paris 1906 för att studera teckning för Christian Krogh och Théophile Steinlen samt skulptur för Bourdelle och Jean Antoine Injalbert och anatomi vid École nationale supérieure des Beaux-Arts och Karolinska institutet i Stockholm. Efter fem års studier flyttade han 1911 till Amerika  där han var verksam som skulptör fram till sin död. Bland de märkligare arbeten han utförde var ett porträtthuvudet Edgar Allan Poe och korpen som var utfört i övernaturlig storlek och ett förslag över ett minnesmonument över Auguste Rodin. För svenska handelskammaren i New York utförde han en porträttrelief av Charles Lindberg. Som skulptör var han mycket produktiv och många skulpturer återfinns i företag och privata samlingar, bland annat en relief över världskriget i Gustavus Adolphus Church i New York, en porträtt relief över Francis Eyre Parker vid Parker Memorial Home i New Brunswick och Beethoven, Lincoln, Gustaf Stromberg, Robert McCarter och ett flertal mindre kända personer.